# Océane (actrice pornographique)
Pour les articles homonymes, voir Océane.
Océane, née le 6 janvier 1975 à Paris, est une actrice pornographique française.

## Biographie
La future Océane travaille d'abord comme secrétaire dans une entreprise de parois de douche. Au début des années 1990, elle rencontre son compagnon, le futur Ian Scott / Yanick Shaft. Le jeune couple fréquente les clubs échangistes puis, à partir de 1996, commence à tourner des films pornographiques amateurs, sous la caméra de divers réalisateurs comme Laetitia. Océane apparaît dans de nombreuses vidéos et gagne rapidement en popularité, mais hésite à continuer. Rapidement, ils ont l'opportunité de devenir professionnels. Ian Scott souhaite franchir le pas, mais Océane s'y oppose : le couple traverse une crise puis se réconcilie et ils reprennent tous deux les tournages, ensemble ou séparément.
Devenue actrice X à plein temps, Océane tourne beaucoup, pour des réalisateurs comme Alain Payet ou Marc Dorcel, mais reste cantonnée aux seconds rôles et se voit surtout confier, à son regret, des personnages de « nunuches ». C'est son travail avec Fred Coppula qui lui permet d'accéder au vedettariat, avec des films comme Machos et surtout Niqueurs-nés, parodie de Tueurs nés dont elle partage la vedette avec Ian Scott. Océane travaille pour divers studios, parmi lesquels Blue One, Elegant Angel ou Private et, comme son compagnon, s'expatrie un temps aux États-Unis, où elle tourne une quarantaine de films.
Au tournant des années 2000, Océane est suffisamment populaire en France pour avoir un fan-club. En 2001, elle remporte le Hot d'or de la meilleure actrice française. Quelques mois plus tard, à l'occasion de sa grossesse, elle met un terme à sa carrière dans le X, après être apparue dans plus de cent films.

## Filmographie sélective

### Films pornographiques
- 1995 : Triple X 5 avec Monika Bella, Holly Black et Alain Deloin
- 1996 : Intimité violée par une femme 33, de Laetitia
- 1998 : World Sex Tour 15
- 1998 : GangBang Girl 23, de Christopher Alexander avec Heaven Leigh et Teri Starr
- 1998 : Gangbang Auditions 1, de Gregg Alan avec Lexington Steele, Inari Vachs
- 1998 : La Marionnette, d'Alain Payet, avec Anita Blonde, Karen Lancaume et Kate More
- 1998 : Croupe du monde 98, d'Alain Payet avec Anita Blonde, Dolly Golden, Fovéa, Olivia Del Rio
- 1999 : Anal Enforcers avec Dolly Golden, Maeva Exel
- 1999 : Niqueurs-nés, de Fred Coppula, avec Ian Scott, Lisa Crawford
- 1999 : La Dresseuse, d'Alain Payet avec Zara Whites, Lea Martini
- 1999 :  Machos, de Fred Coppula, avec Élodie Chérie, Bruno Sx, Sebastian Barrio, Ian Scott, Titof
- 1999 : Passage à l'acte, de Patrice Cabanel, avec Céline Bara, Nathalie Dune
- 1999 : Wild Wild Sex, de Fabien Lafait, avec Céline Bara, Heidy Cassini, Thérésa Visconti
- 2000 : Gangland 15 avec Layla Jade,  Fawna, Lexington Steele, Mr. Marcus
- 2000 : L'initiation de Joy avec Helen Duval, Lou Valmont, Dolly Golden, Monica Sweetheart, Rumika Powers, Olivia de Treville
- 2000 : Bikes Babes And Bikinis 1, de Tyce Bune avec Aurora Snow, Miko Lee, Nomi
- 2000 : L'Emmerdeuse, de Fred Coppula, avec Estelle Desanges, Titof, Ian Scott
- 2000 : Max, portrait d'un serial-niqueur, de Fred Coppula avec Ian Scott, Sebastian Barrio, Ovidie, Nomi
- 2000 : XYZ, de John B. Root, avec Titof, Ksandra, Ovidie, Sebastian Barrio, Ian Scott, HPG, Mathilda
- 2001 : Les Dessous de Clara Morgane, de Fred Coppula avec Clara Morgane, Dolly Golden, Estelle Desanges
- 2001 :  Projet X, de Fred Coppula, avec Clara Morgane, Estelle Desanges

### Films non pornographique
- 2009 : Eject, de Jean-Marc Vincent

## Distinction
- 2001 : Hot d'or de la meilleure actrice française